# Municipio de Minneota
El municipio de Minneota (en inglés: Minneota Township) es un municipio ubicado en el condado de Jackson en el estado estadounidense de Minnesota. En el año 2010 tenía una población de 259 habitantes y una densidad poblacional de 2,76 personas por km².

## Geografía
El municipio de Minneota se encuentra ubicado en las coordenadas 43°32′15″N 95°9′53″O / 43.53750, -95.16472. Según la Oficina del Censo de los Estados Unidos, el municipio tiene una superficie total de 93.87 km², de la cual 86,94 km² corresponden a tierra firme y (7,38 %) 6,93 km² es agua.

## Demografía
Según el censo de 2010, había 259 personas residiendo en el municipio de Minneota. La densidad de población era de 2,76 hab./km². De los 259 habitantes, el municipio de Minneota estaba compuesto por el 96,14 % blancos, el 1,16 % eran asiáticos, el 0,39 % eran isleños del Pacífico, el 1,16 % eran de otras razas y el 1,16 % eran de una mezcla de razas. Del total de la población el 1,93 % eran hispanos o latinos de cualquier raza.